# Teara cinctifera
Teara cinctifera är en fjärilsart som beskrevs av Walker. Teara cinctifera ingår i släktet Teara och familjen tandspinnare. Inga underarter finns listade i Catalogue of Life.